# Tetradenie
Tetradenie (Tetradenia) je rod rostlin z čeledi hluchavkovitých. Zahrnuje asi 20 druhů, rostoucích na africkém kontinentu. Některé druhy bývají v českých zahradnictvích prodávány pod komerčním názvem "migrénovník", v mnoha případech se však nejedná o tetradenii, ale příbuzný druh Plectranthus venteri.

## Charakteristika
Jsou to obvykle značně aromatické, nepravidelně větvené, rychle rostoucí opadavé keře, dorůstající výšky 3–5 metrů. Jsou dvoudomé, se samčími a samičími květy na různých jedincích. Řapíkaté, po okrajích zubaté listy jsou pokryty žláznatými trichomy. Květy jsou uspořádány ve velkých a složitých latovitých květenstvích, podepřené listeny, které jsou podobné listům a směrem vzhůru se zmenšují. Rostliny v přirozeném prostředí rozkvétají v bezlistém stavu během suchého období, od června do srpna, a přitahují množství opylujícího hmyzu. Kalich je trubkovitý, protáhlá koruna je srostlá z pěti plátků, se dvěma slabě naznačenými pysky, bílé, růžové nebo fialové barvy, uvnitř je chlupatá. Tyčinky jsou čtyři, v samičích květech obvykle pouze v podobě zakrnělých staminodií; semeník je svrchní, s gynobazickou čnělkou, v květech samčích přítomen pouze v rudimentární, zakrnělé formě. Plodem jsou 4 vejčíté nebo podlouhlé hnědé tvrdky.

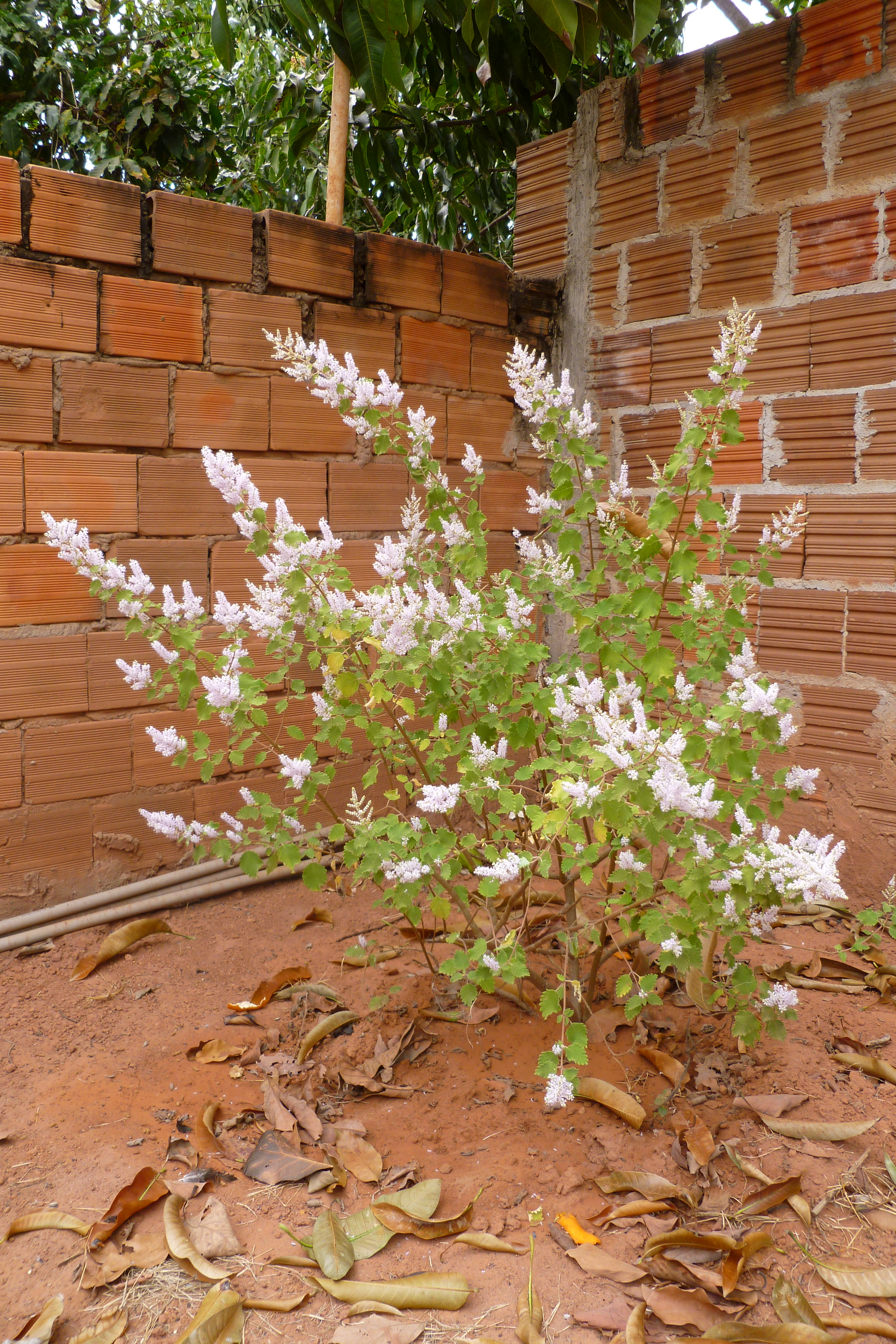
Tetradenia riparia, habitus pěstovaného keře

## Rozšíření a ekologie
Rostou podél řek, na lesních okrajích nebo ve světlých lesích a křovinách. Preferují lehčí, humózní, dobře propustné půdy. Areál rozšíření zahrnuje subsaharskou východní a centrální Afriku, jižní Afriku a Madagaskar.

## Taxonomie
Rod je blízce příbuzný s rodem Plectranthus, do něhož bývá některými taxonomy vřazován.

## Zástupci
- Tetradenia bainesii
- Tetradenia barberae
- Tetradenia brevispicata
- Tetradenia clementiana
- Tetradenia cordata
- Tetradenia discolor
- Tetradenia falafa
- Tetradenia fruticosa
- Tetradenia galpinii
- Tetradenia goudotii
- Tetradenia herbacea
- Tetradenia hildeana
- Tetradenia isaloensis
- Tetradenia kaokoensis
- Tetradenia multiflora
- Tetradenia nervosa
- Tetradenia riparia
- Tetradenia tanganyikae
- Tetradenia tuberosa
- Tetradenia urticifolia[3]

## Význam

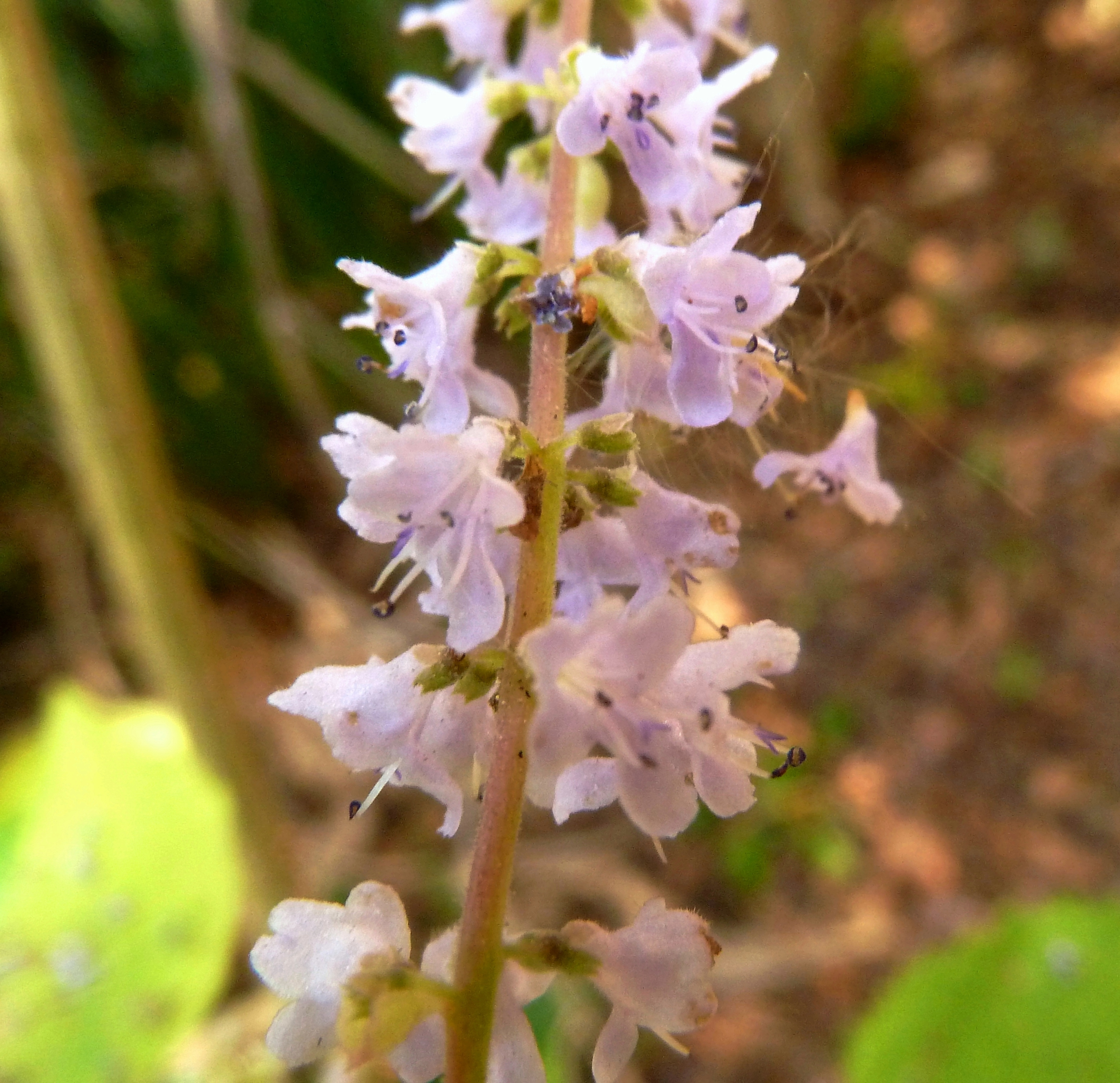
Detail květů

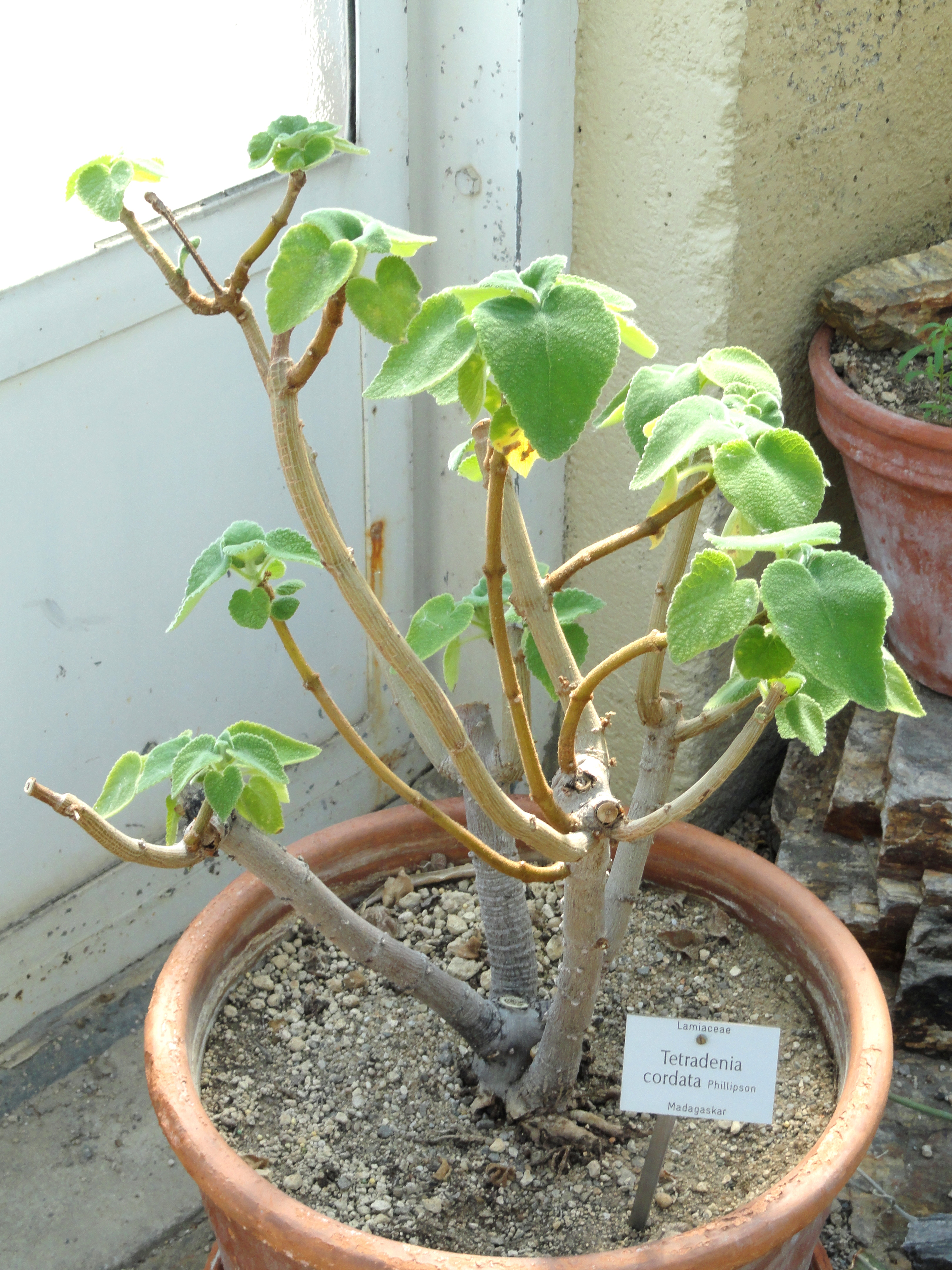
Tetradenia cordata

Řada druhů, především Tetradenia riparia, má velký význam v domorodé medicíně afrických národů a pro své účinky se pěstuje i v současné době. Obsahuje množství účinných látek, především aromatických terpenů a fytosterolů, s antiseptickými a antibakteriálními účinky. Inhalace vonných silic a z nich destilovaných esenciálních olejů ulevuje při dýchacích obtížích, rýmě a kašli a při bolestech hlavy či zubů (odtud její český komerční název), výtažek z listů a kořenů se používá jako emetikum. Je to též ceněná okrasná rostlina, v českých podmínkách však není mrazuvzdorná a lze ji tedy pěstovat pouze jako pokojovou rostlinu nebo ji přes zimu přenášet do chráněné místnosti. Snadno se množí řízkováním.